# Блаунт, Уильям, 4-й барон Маунтжой
Уильям Блаунт, 4-й барон Маунтжой (англ. William Blount, 4th Baron Mountjoy; ок. 1478 — 8 ноября 1534) — английский аристократ, государственный и военный деятель при дворе Тюдоров. Он был одним из самых влиятельных и, возможно, богатейших английских знатных придворных своего времени. Маунтжой был известен как писатель-гуманист, учёный и покровитель искусств.
Он был одним из учеников прославленного гуманиста Эразма Роттердамского, чьим другом и покровителем он впоследствии стал. Эразм называл его «самым учёным из благородных и благороднейшим из учёных», а в историческом труде 1655 года о церкви Британии Томаса Фуллера Маунтжой охарактеризован как «сведущий в химии и математике» и как один из новаторов образования в Англии. Среди учёных, которые были его друзьями, Ричард Уитфорд, Ричард Сэмпсон (впоследствии епископ Чичестера), Джон Колет, Томас Мор и Уильям Гроцин.
При королях Генрихе VII и Генрихе VIII Маунтжой заседал в королевском совете и на суде пэров, занимал различные должности при дворе, участвовал в военных кампаниях и получал назначения на административные посты за границей.

## Биография

### Ранние годы и дружба с Эразмом
Уильям Блаунт родился около 1478 года в приходе Бартон Блаунт, графство Дербишир. Он был старшим сыном Джона Блаунта, 3-го барона Маунтжоя (ок. 1450—1485) и его жены Лоры Беркли (умерла в 1501 году), дочери Эдварда Беркли (умер в 1506 году) из замка Беверстон, Глостершир. После смерти отца в 1485 году Уильям унаследовал титул барона Маунтжоя, но так как он был несовершеннолетним, его опекуном с 1488 года был назначен сэр Джеймс Блаунт, дядя по отцу. Сэр Джеймс получил права опеки не только над племянником и его владениями, но и право выбрать ему подходящую невесту. Уильям не вступал в наследство до 31 января 1500 года. Овдовевшая мать Уильяма, Лора Беркли, вторично вышла замуж за сэра Томаса Монтгомери (умер в 1495), а в третий раз её мужем стал Томас Батлер, 7-й граф Ормонд (1426—1515), дед Томаса Болейна, 1-го графа Уилтшира, отца английской королевы Анны Болейн, второй жены короля Генриха VIII.
Маунтжой был привлекательным и смышлёным ребёнком и, повзрослев, отличался скромностью, обаянием, великодушием и дружелюбием. Он с детства проявлял интерес к учёбе, и, по всей видимости, был отправлен в Куинз-колледж в Кембридже, где брал частные уроки у Ричарда Уитфорда, члена совета колледжа, однако нет никаких свидетельств о том, что он получил учёную степень в университете. Осенью 1497 года Маунтжой проявил лояльность к правившей династии Тюдоров, став во главе части войск, посланных для борьбы и подавления восстания претендента на английский трон Перкина Уорбека, и в этом же году весной он женился на Элизабет Сэй, дочери и сонаследнице сэра Уильяма Сэя из Эссендона в графстве Хартфордшир. Вероятно, на тот момент Элизабет была ещё слишком юна, чтобы вступать в брачные отношения, и в следующем году Маунтжой отправился в Париж для продолжения образования в сопровождении Ричарда Уитфорда. Впоследствии Уитфорд стал его капелланом, и Маунтжой оказывал ему поддержку в течение всей жизни. Среди других его друзей также были Джон Колет, Уильям Гроцин и многообещающий молодой юрист Томас Мор. Знакомство Мора с Маунтжоем состоялось благодаря тестю последнего, сэру Уильяму Сэю. В дальнейшем Маунтжоя и Мора связывала крепкая дружба.

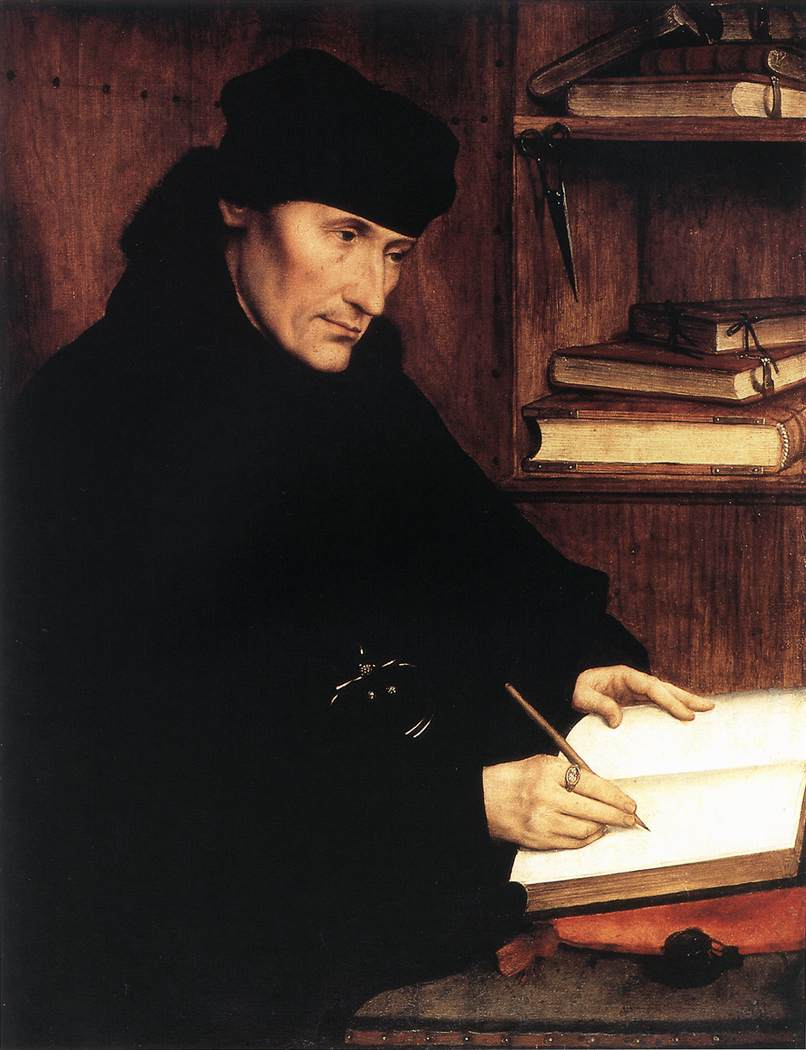
Эразм Роттердамский. Портрет работы Квентина Массейса, 1517 год. Из коллекции Национальной галереи старинного искусства в Риме

В Париже Маунтжой свёл знакомство с Эразмом Роттердамским, который называл его inter nobiles doctissimus («самый учёный среди дворян»). Эразм стал его наставником, они изучали риторику, и под его руководством Маунтжой отшлифовывал свою латынь. Маунтжой произвёл столь благоприятное впечатление на Эразма, что тот, по его собственному признанию, был готов последовать за ним куда угодно и позже отзывался о нём как об истинном друге учёных. Маунтжой оказывал Эразму не меньшее почтение, и когда в 1499 году ему нужно было возвращаться в Англию, он пригласил своего учителя присоединиться к нему. Эразм обосновался в его доме, и Маунтжой предоставил ему доступ в общество интеллектуалов столицы. Благодаря поддержке Маунтжоя Эразм начал работу над своей книгой «Пословицы», опубликовав её в 1500 году по возвращении в Париж и посвятив её своему ученику и покровителю, как и некоторые другие свои труды.
Маунтжой в свою очередь вскоре после возвращения из Парижа был назначен наставником или компаньоном по учёбе юного принца Генриха, второго сына короля Генриха VII. Просьба о наставничестве исходила от матери принца, королевы Елизаветы Йоркской, занимавшейся образованием и воспитанием своих младших детей. Королева искала человека светского, всесторонне образованного и благородного, каким был её дядя, граф Риверс, состоявший компаньоном и воспитателем при её брате Эдуарде V, однако не замешанного в политике и дворцовых интригах. Барон Маунтжой соответствовал её запросам и имел безупречную репутацию. Елизавета была давно знакома с семьёй Маунтжоя: его дед, лорд Уолтер, был одним из приближённых её отца, короля Эдуарда IV, и семьи Вудвиллов, его дядя Джеймс Блаунт со своим гарнизоном стал союзником её супруга, короля Генриха, когда тот ещё жил в изгнании на континенте, а отчим Маунтжоя, граф Ормонд, служил у неё камергером. Именно Ормонд представил Маунтжоя Елизавете и составил ему протекцию при королевском дворе.
По воспоминаниям Эразма принц Генрих и Маунтжой вместе изучали историю. Маунтжой также поощрял его читать произведения Эразма, вследствие чего, как позже утверждал учёный, стиль письма Генриха был похож на его собственный. Осенью 1499 года Маунтжой пригласил Эразма в Элтемский дворец, где жили младшие отпрыски королевского семейства, и там он был представлен принцу Генриху, которого сопровождали его сёстры, принцессы Маргарита и Мария, и младший брат принц Эдмунд. Маунтжой также познакомил Эразма с Томасом Мором, с которым тот сохранял дружеские отношения на протяжении всей жизни.

### При дворе Тюдоров

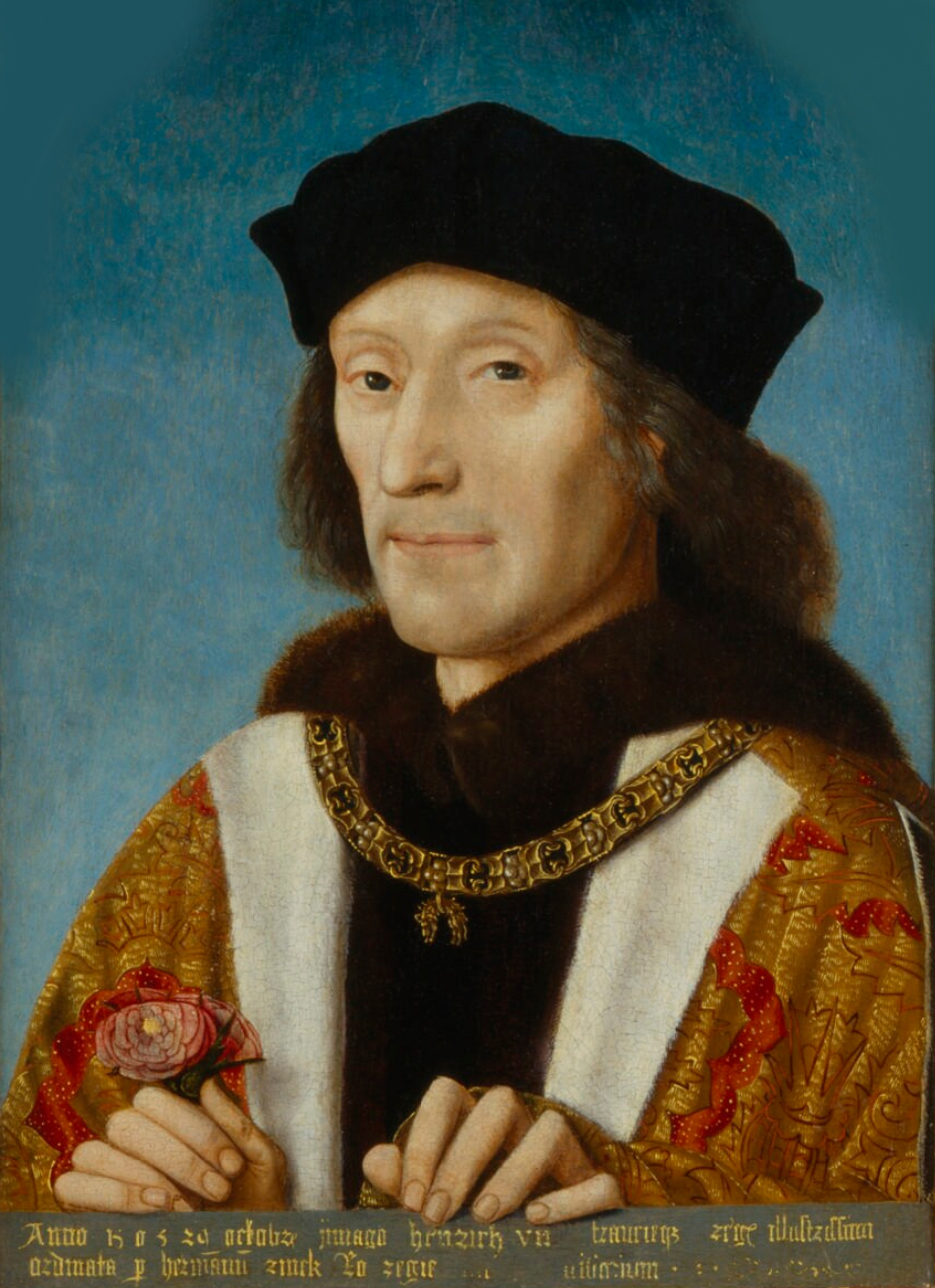
Генрих VII, портрет работы неизвестного художника, около 1505/1509 годов. Из коллекции Национальной портретной галереи в Лондоне

Пока принц Генрих наслаждался обществом Маунтжоя, который отчасти затмил для него другого его наставника, Джона Скелтона, сам Маунтжой продолжал строить придворную карьеру. В 1500 году он побывал в Кале с королём Генрихом VII, а в 1501 году был приглашён на свадьбу наследного принца Артура Уэльского с испанской инфантой Екатериной Арагонской. Королева Елизавета была довольна его занятиями с принцем Генрихом и в 1501 году назначила Маунтжоя своим камергером. Благосклонность короля к нему столь же быстро возрастала, и вскоре Маунтжой был включён в состав Тайного совета, заседая там до 1507 года. Его участие в жизни королевской семьи этим не ограничилось. В 1502 году внезапно умер принц Артур, и наследником стал принц Генрих, чей курс образования был должным образом скорректирован. Его учитель Джон Скелтон был уволен, и при содействии барона Маунтжоя на его место взяли Джона Холта, выпускника Оксфордского университета и давнего друга Томаса Мора.
В 1504 году, при посредничестве их общего друга Джона Колета, Маунтжой получил от Эразма известие, что тот желал бы вновь принять его покровительство. Маунтжой немедля пригласил учёного в Англию, предоставив ему годовое содержание в размере 100 крон. И хотя на сей раз его пребывание в Англии было недолгим (с конца 1505 года до июня 1506 года), Эразм неустанно превозносил великодушие Маунтжоя, называя его верным другом учёных. Тем временем, когда принцу Генриху исполнилось четырнадцать лет, его занятия с Маунтжоем были завершены, и приблизительно тогда же барон получил назначение на пост лейтенанта замка-крепости Амм близ Английского Кале, который ранее занимал его отец. Однако он довольно часто перепоручал свои обязанности заместителю, а сам оставался при королевском дворе, составляя компанию принцу Генриху. Хотя их совместные уроки закончились, Маунтжой в течение 1507—1508 годов состоял в штате принца в качестве его постоянного компаньона и сопровождал его в переездах из дворца во дворец.
В 1509 году он был назначен мастером монетного двора. В 1513 году он был назначен губернатором Турне (1513—1519), и его письма кардиналу Томасу Уолси и королю Генриху VIII, описывающие его энергичное управление городом, хранятся в Британской библиотеке.
В 1520 году Уильям Блаунт присутствовал вместе с королем Генрихом VIII на Поле Золотой парчи, а в 1522 году на встрече короля Англии с Карлом V, императором Священной Римской империи. Служа с 1512 года камергером королевы Екатерины Арагонской, ему выпало на эту должность объявить ей о намерении Генриха VIII развестись с ней. Он также подписал письмо папе римскому, в котором содержалась угроза короля отказаться от папского превосходства, если развод не будет разрешен. Лорд Маунтжой был одним из самых влиятельных и, возможно, самых богатых английских знатных придворных своего времени.
Сэр Уильям Блаунт, 4-й лорд Маунтжой, умер 8 ноября 1534 года в Саттон-он-те-Хилл, Дербишир, Англия. Маунтжой никогда не был опозорен или лишен королевской милости. Его сын Чарльз Блаунт, 5-й барон Маунтжой (1516—1544), также был покровителем образования.

## Семья
Уильям Блаунт, лорд Маунтжой, был женат четыре раза:
- Первой женой с весны 1497 года стала Элизабет Сэй (умерла до 1506 года[2]), дочь и сонаследница сэра Уильяма Сэя из Эссендона, графство Хартфордшир, от которой у него была дочь:
  - Гертруда Блаунт (ок. 1504 — 25 сентября 1558), фрейлина королевы Екатерины Арагонской, позже фрейлина её дочери, королевы Англии Марии I Тюдор (1553—1558). 25 октября 1519 года Гертруда вышла замуж за Генри Куртене, 1-го маркиза Эксетера (ок. 1498—1538), старшего сына Уильяма Куртене, 1-го графа Девона, и принцессы Екатерины Йоркской, дочери короля Эдуарда IV.
- Второй женой стала Инес де Венегас, одна из испанских фрейлин Екатерины Арагонской, когда та была принцессой Уэльской. Они поженились до конца июля 1509 года. Дата смерти Инес неизвестна, но Блаунт не разводился с ней и женился в третий раз не ранее начала 1515 года[2].
- Третьей женой к февралю 1515 года стала Элис Кебл (умерла 8 июня 1521 года), дочь Генри Кебла, лорда-мэра Лондона в 1510 году, и вдова сэра Уильяма Брауна (умер в 1514 году), лорда-мэра Лондона в 1513 году. Она умерла в 1521 году и была похоронена в монастыре Грейфрайерз[англ.] в Лондоне[20]. От Элис у него были сын и дочь:
  - Чарльз Блаунт, 5-й барон Маунтжой (28 июня 1516 — 10 октября 1544), старший сын и наследник, как и его отец, также успешный английский придворный и покровитель образования[5].
  - Кэтрин Блаунт (ок. 1518 — 25 февраля 1559), 1-й муж — сэр Джон Чамперноун из Модбери, Девон; 2-й муж — сэр Морис Беркли[англ.] (умер в 1581 году) из Брутона, Сомерсет.
- Четвёртой женой до 29 июля 1523 года стала Дороти Грей (1480—1552), дочь Томаса Грея, 1-го маркиза Дорсета, от его жены Сесилии Бонвилл, вдова Роберта Уиллоуби, 2-го барона Уиллоуби де Брока. Дороти Грей была сестрой Томаса Грея, 2-го маркиза Дорсета, деда леди Джейн Грей, королевы Девяти дней. Дороти, леди Маунтжой, оставила завещание, подтверждённое 17 ноября 1553 года. От Дороти у него были две дочери и сын[2][21], все троюродные сёстры и брат леди Джейн Грей:
  - Джон Блаунт
  - Мэри Блаунт, муж — Роберт Деннис (умер 1592 году) из Холкомба-Бернелла в Девоне[22]
  - Дороти Блаунт, муж — Джон Блуэтт (умер в 1585 году) из Холкомба-Рогуса в Девоне[23].